# Yves Herbet
Yves Herbet (Villers-Cotterêts, 1945. augusztus 17. – 2024. június 28.) francia válogatott labdarúgó, edző.

## Pályafutása

### A válogatottban
1963 és 1971 között 16 alkalommal szerepelt a francia válogatottban és 1 gólt szerzett. Részt vett az 1966-os világbajnokságon.